# Li Chen
Li Chen (24 de noviembre de 1978) es un famoso actor y cantante chino.

## Biografía
Salió con la actriz china Zhang Xinyu conocida como Viann Zhang, sin embargo la relación terminó en 2013.
En mayo del 2015 comenzó a salir con la actriz china Fan Bingbing, la pareja se comprometió el 16 de septiembre del 2017 en el cumpleaños de Bingbing, sin embargo a finales de junio del 2019 se anunció que habían terminado.

## Carrera
En 1997 debutó bajo el seudónimo "Jian Ning". 
Es miembro de la disquera "Huayi Brothers".
Apareció en películas como 士兵 突击, Aftershock y 生死线. 
En 2014 se unió al elenco principal del exitoso programa de variedades chino Keep Running, donde aparece hasta ahora.
En 2016 apareció en la campaña del Año Nuevo Chino de "H&M " junto a su novia Fan Bingbing.
En el 2017 se unió al elenco de la película Sky Hunter donde dio vida a Wu Di. Li Chen también fue el director de la película.
El 16 de febrero del 2018 apareció en la película The Faces of My Gene donde interpretó a Zhang Baishun.
Ese mismo año se anunció que se había unido al elenco principal de la nueva serie Seven Days donde dará vida a Li Xia Yu.
En diciembre del 2019 participó en la campaña "Vision of Nature" para promover la Semana Internacional del Cine Verde de Beijing.

## Filmografía[12][13]

### Películas
| Año  | Título                             | Personaje                  | Notas                                                                                             |
| ---- | ---------------------------------- | -------------------------- | ------------------------------------------------------------------------------------------------- |
| 2021 | Never Stop (超越)                  | -                          | junto a Zheng Kai                                                                                 |
| 2021 | Bureau 749                         | -                          | junto a Karry Wang, Vivi Miao, Zheng Kai, Min Ren y Xin Baiqing                                   |
| 2021 | 1921                               | Li Dazhao                  | junto a Huang Xuan, Han Dongjun, Zhang Yunlong, Liu Haoran, Shawn Dou y Zu Feng                   |
| 2020 | My People, My Homeland             | -                          | junto a Deng Chao, Dong Zijian, Yang Zi, Li Yifeng, Karry Wang, Wang Ziwen, Liu Haoran y Roy Wang |
| 2016 | MBA Partners                       | Niu Juncheng               |                                                                                                   |
| 2015 | Chronicles of the Ghostly Tribe    | Mr. Wang / Presidente Wang |                                                                                                   |
| 2013 | Saving General Yang (忠烈楊家將)   | Yang Yanhui (楊延輝)       |                                                                                                   |
| 2011 | The Founding of a Party (建党伟业) | Zhang Guotao (张国焘)      |                                                                                                   |
| 2011 | Love is Not Blind (失戀33天)       | -                          | (cameo)                                                                                           |
| 2010 | Love on Lushan Mountain (庐山恋)   | Ma Jiang                   |                                                                                                   |
| 2010 | Aftershock (唐山大地震)            | Fang Da                    | junto a Xu Fan, Zhang Jingchu, Zhang Zifeng, Wang Ziwen y Chen Daoming                            |
| 2007 | Ultimate Rescue (极限救援)         | Liu Wu                     |                                                                                                   |
| 2006 | Assembly (集结号)                  | Liu                        |                                                                                                   |
| 1998 | 岁岁平安                           | Zhao Gen                   |                                                                                                   |

### Series de televisión
| Año  | Título                | Personaje | Notas |
| ---- | --------------------- | --------- | ----- |
| 2017 | The Advisors Alliance | Cao Pi    |       |

### Apariciones en programas de variedades
| Año                    | Programa                                | Notas                                                   |
| ---------------------- | --------------------------------------- | ------------------------------------------------------- |
| 2010 - presente        | Hurry Up, Brother                       | 51 episodios - miembro                                  |
| 2020                   | Sisters Who Make Waves (乘风破浪的姐姐) | invitado                                                |
| 2016, 2017, 2019, 2020 | Ace vs Ace                              | 4 episodios - (ep. 1.01, 1.05, 2.05, y 4.12) - invitado |
| 2019                   | Super Penguin League                    |                                                         |
| 2015, 2016, 2017       | Happy Camp                              | 3 episodios - invitado                                  |
| 2017                   | Day Day Up                              | invitado - junto a Fan Bingbing                         |
| 2017                   | National Treasure (国家宝藏)            | (ep. #1) - invitado                                     |
| 2015 - 2016            | Challenger's Alliance                   | miembro                                                 |

### Presentador
| Año  | Programa                   | Notas           |
| ---- | -------------------------- | --------------- |
| 2013 | Singing All Over the World | (2.ª temporada) |

### Eventos
| Año  | Título                                        | Notas |
| ---- | --------------------------------------------- | ----- |
| 2019 | Zhejiang TV New Year Countdown Concert        |       |
| 2019 | Hunan TV - Suning Double 11 Carnival Festival |       |

### Revistas / sesiones fotográficas
| Año  | Título                       | Notas                                                        |
| ---- | ---------------------------- | ------------------------------------------------------------ |
| 2020 | Variety China X Keep Running | junto a Zheng Kai, Cai Xukun, Guo Qilin, Sha Yi y Angelababy |
| 2020 | WAVES                        |                                                              |
| 2019 | Icon-F Hommes Magazine       | (edición de junio)                                           |

### Embajador
| Año  | Título | Notas              |
| ---- | ------ | ------------------ |
| 2019 | Monaco | (imagen turística) |

## Discografía

### Singles
| Año  | Canción                  | Álbum                                                 | Notas                                                                    |
| ---- | ------------------------ | ----------------------------------------------------- | ------------------------------------------------------------------------ |
| 2019 | Meteor Rain              | Interpretación en el "Zhejiang TV New Year Countdown" | junto a Zheng Kai, Lucas y Jerry Yan                                     |
| 2019 | 造亿万吨光芒             | OST de "Keep Running"                                 | junto a Zheng Kai, Song Yuqi, Lucas, Zhu Yawen, Wang Yanlin y Angelababy |
| 2015 | "Teenage Dream" (少年梦) | OST de "Xiucai Encountered Soldiers"                  |                                                                          |

## Premios y nominaciones
- 2018: 23rd Huading Award - Best Director (Sky Hunter).